# Relicinopsis intertexta
Relicinopsis intertexta är en lavart som först beskrevs av Mont. & Bosch, och fick sitt nu gällande namn av Elix & Verdon. Relicinopsis intertexta ingår i släktet Relicinopsis och familjen Parmeliaceae.   Inga underarter finns listade i Catalogue of Life.